# Malvastrum americanum
Malvastrum americanum là một loài thực vật có hoa trong họ Cẩm quỳ. Loài này được (L.) Torr. mô tả khoa học đầu tiên năm 1858.